# Sitapur
Sitapur (hindi: सीतापुर, urdú: سیتا پور) és una ciutat i municipi, capital del districte de Sitapur a Uttar Pradesh, Índia, divisió de Lucknow. Està situada a la vora del riu Sarayan. El nom derivaria de la dona de Rama, Sita. Consta al cens del 2001 amb 151.827 habitants; la població un segle abans (1901) era de 22.557 habitants. Era una petita població quan fou seleccionada com a capital d'un districte. Després del motí, el 1858, va començar a créixer i ho va fer ràpidament. El 1868 fou constituïda en municipalitat.